# Condado de Douglas (Illinois)
El condado de Douglas (en inglés: Douglas County), fundado en 1859, es uno de 102 condados del estado estadounidense de Illinois. En el año 2000, el condado tenía una población de 88 969 habitantes y una densidad poblacional de 18 personas por km². La sede del condado es Tuscola. El condado recibe su nombre en honor a Stephen A. Douglas.

## Geografía
Según la Oficina del Censo, el condado tiene un área total de 1081 km² (417,4 mi²), de la cual 1081 km² (417,4 mi²) es tierra y 1 km² (0,3861003861 mi²) (0.13%) es agua.

### Condados adyacentes
- Condado de Champaign (norte)
- Condado de Vermilion (noreste)
- Condado de Edgar (este)
- Condado de Coles (sur)
- Condado de Moultrie (oeste)
- Condado de Piatt (noroeste)

## Demografía
Según la Oficina del Censo en 2000, los ingresos medios por hogar en el condado eran de $39 439, y los ingresos medios por familia eran $46 117. Los hombres tenían unos ingresos medios de $33 079 frente a los $21 774 para las mujeres. La renta per cápita para el condado era de $18 474 Alrededor del 6.40% de la población estaban por debajo del umbral de pobreza.

## Transporte

### Autopistas principales
- Interestatal 57
- US Route 36
- US Route 45
- Ruta de Illinois 49
- Ruta de Illinois 130
- Ruta de Illinois 133

## Municipalidades

### Ciudades
- Arcola
- Arthur (parte este)
- Atwood (parte este)
- Camargo
- Garrett
- Hindsboro
- Newman
- Tuscola
- Villa Grove

## Municipios
El condado de Douglas está dividido en 9 municipios:
| - Municipio de Arcola - Municipio de Bourbon - Municipio de Bowdre | - Municipio de Camargo - Municipio de Garrett - Municipio de Murdock | - Municipio de Newman - Municipio de Sargent - Municipio de Tuscola |